# Mizuho Sakaguchi
Mizuho Sakaguchi  (阪口夢穂?, Sakaguchi Mizuho), (Sakai, 15 ottobre 1987) è una calciatrice giapponese, centrocampista del Tokyo Verdy Beleza e della Nazionale giapponese.

## Carriera

### Nazionale
Mizuho Sakaguchi viene convocata dall'allora selezionatore della Nazionale giapponese Hiroshi Ohashi fin dal 2006 debuttando nel corso delle qualificazioni all'edizione 2007 del Campionato mondiale femminile di calcio, reinserendola in rosa come riserva nella formazione che conquista la fase finale in Cina. Successivamente viene inserita in rosa con regolarità, sia nei tornei continentali organizzati dall'Asian Football Confederation (AFC) che quattro anni più tardi come titolare nel suo secondo mondiale, Germania 2011, dove con le sue compagne conquista il suo primo titolo mondiale.
Nel 2012 Mizuho Sakaguchi viene selezionata per rappresentare il Giappone con la propria formazione olimpica di calcio femminile che ha preso parte al torneo femminile dei Giochi della XXX Olimpiade.
Viene inoltre inserita nella rosa delle calciatrici a disposizione del selezionatore Norio Sasaki che venne annunciata dalla federazione calcistica del Giappone il 1º maggio 2015.
Durante il torneo segna la sua prima rete in una fase finale di un torneo FIFA, durante gli ottavi di finale, nella partita giocata contro i Paesi Bassi e vinta con il risultato finale di 2-1.

## Statistiche

### Cronologia presenze e reti in nazionale
| Cronologia completa delle presenze e delle reti in nazionale ― Giappone | Cronologia completa delle presenze e delle reti in nazionale ― Giappone | Cronologia completa delle presenze e delle reti in nazionale ― Giappone | Cronologia completa delle presenze e delle reti in nazionale ― Giappone | Cronologia completa delle presenze e delle reti in nazionale ― Giappone | Cronologia completa delle presenze e delle reti in nazionale ― Giappone | Cronologia completa delle presenze e delle reti in nazionale ― Giappone | Cronologia completa delle presenze e delle reti in nazionale ― Giappone |
| Data                                                                    | Città                                                                   | In casa                                                                 | Risultato                                                               | Ospiti                                                                  | Competizione                                                            | Reti                                                                    | Note                                                                    |
| ----------------------------------------------------------------------- | ----------------------------------------------------------------------- | ----------------------------------------------------------------------- | ----------------------------------------------------------------------- | ----------------------------------------------------------------------- | ----------------------------------------------------------------------- | ----------------------------------------------------------------------- | ----------------------------------------------------------------------- |
| 19-7-2006                                                               | Adelaide                                                                | Giappone                                                                | 5 – 0                                                                   | Vietnam                                                                 | Coppa d'Asia 2006                                                       | 2                                                                       |                                                                         |
| 21-7-2006                                                               | Adelaide                                                                | Giappone                                                                | 11 – 1                                                                  | Taipei cinese                                                           | Coppa d'Asia 2006                                                       | 2                                                                       |                                                                         |
| 23-7-2006                                                               | Adelaide                                                                | Giappone                                                                | 1 – 0                                                                   | Cina                                                                    | Coppa d'Asia 2006                                                       | -                                                                       |                                                                         |
| 27-7-2006                                                               | Adelaide                                                                | Giappone                                                                | 0 – 2                                                                   | Australia                                                               | Coppa d'Asia 2006                                                       | -                                                                       |                                                                         |
| 30-7-2006                                                               | Adelaide                                                                | Giappone                                                                | 2 – 3                                                                   | Corea del Nord                                                          | Coppa d'Asia 2006                                                       | -                                                                       |                                                                         |
| 30-11-2006                                                              | Doha                                                                    | Giappone                                                                | 13 – 0                                                                  | Giordania                                                               | Giochi asiatici                                                         | 5                                                                       |                                                                         |
| 4-12-2006                                                               | Doha                                                                    | Giappone                                                                | 4 – 0                                                                   | Thailandia                                                              | Giochi asiatici                                                         | 1                                                                       |                                                                         |
| 14-2-2007                                                               | Larnaca                                                                 | Giappone                                                                | 2 – 0                                                                   | Scozia                                                                  | Amichevole                                                              | 2                                                                       |                                                                         |
| 7-4-2007                                                                | Tokyo                                                                   | Giappone                                                                | 2 – 0                                                                   | Vietnam                                                                 | Qual. Olimpiadi                                                         | -                                                                       |                                                                         |
| 15-4-2007                                                               | Bangkok                                                                 | Thailandia                                                              | 0 – 4                                                                   | Giappone                                                                | Qual. Olimpiadi                                                         | -                                                                       |                                                                         |
| 28-7-2007                                                               | San Jose                                                                | Stati Uniti                                                             | 4 – 1                                                                   | Giappone                                                                | Amichevole                                                              | -                                                                       |                                                                         |
| 12-8-2007                                                               | Tokyo                                                                   | Giappone                                                                | 5 – 0                                                                   | Thailandia                                                              | Qual. Olimpiadi                                                         | 1                                                                       |                                                                         |
| 18-2-2008                                                               | Chongqing                                                               | Giappone                                                                | 3 – 2                                                                   | Corea del Nord                                                          | Coppa dell'Asia orientale                                               | -                                                                       |                                                                         |
| 24-2-2008                                                               | Chongqing                                                               | Cina                                                                    | 0 – 3                                                                   | Giappone                                                                | Coppa dell'Asia orientale                                               | -                                                                       |                                                                         |
| 7-3-2008                                                                | Larnaca                                                                 | Giappone                                                                | 0 – 3                                                                   | Canada                                                                  | Cyprus Cup 2008                                                         | -                                                                       |                                                                         |
| 10-3-2008                                                               | Cipro                                                                   | Giappone                                                                | 3 – 1                                                                   | Russia                                                                  | Cyprus Cup 2008                                                         | 1                                                                       |                                                                         |
| 12-3-2008                                                               | Larnaca                                                                 | Giappone                                                                | 2 – 1                                                                   | Paesi Bassi                                                             | Cyprus Cup 2008                                                         | -                                                                       |                                                                         |
| 29-5-2008                                                               | Ho Chi Minh                                                             | Giappone                                                                | 1 – 3                                                                   | Corea del Sud                                                           | Coppa d'Asia 2008                                                       | -                                                                       |                                                                         |
| 2-6-2008                                                                | Ho Chi Minh                                                             | Giappone                                                                | 3 – 1                                                                   | Australia                                                               | Coppa d'Asia 2008                                                       | -                                                                       |                                                                         |
| 5-6-2008                                                                | Ho Chi Minh                                                             | Giappone                                                                | 1 – 3                                                                   | Cina                                                                    | Coppa d'Asia 2008                                                       | -                                                                       |                                                                         |
| 8-6-2008                                                                | Ho Chi Minh                                                             | Giappone                                                                | 3 – 0                                                                   | Australia                                                               | Coppa d'Asia 2008                                                       | -                                                                       |                                                                         |
| 24-7-2008                                                               | Kobe                                                                    | Giappone                                                                | 3 – 0                                                                   | Australia                                                               | Amichevole                                                              | -                                                                       |                                                                         |
| 29-7-2008                                                               | Tokyo                                                                   | Giappone                                                                | 2 – 0                                                                   | Australia                                                               | Amichevole                                                              | -                                                                       |                                                                         |
| 6-8-2008                                                                | Qinhuangdao                                                             | Giappone                                                                | 2 – 2                                                                   | Nuova Zelanda                                                           | Olimpiadi 2008                                                          | -                                                                       |                                                                         |
| 9-8-2008                                                                | Qinhuangdao                                                             | Giappone                                                                | 0 – 1                                                                   | Stati Uniti                                                             | Olimpiadi 2008                                                          | -                                                                       |                                                                         |
| 12-8-2008                                                               | Shanghai                                                                | Giappone                                                                | 5 – 1                                                                   | Norvegia                                                                | Olimpiadi 2008                                                          | -                                                                       |                                                                         |
| 15-8-2008                                                               | Qinhuangdao                                                             | Cina                                                                    | 0 – 2                                                                   | Giappone                                                                | Olimpiadi 2008                                                          | -                                                                       |                                                                         |
| 18-8-2008                                                               | Shanghai                                                                | Giappone                                                                | 2 – 4                                                                   | Stati Uniti                                                             | Olimpiadi 2008                                                          | -                                                                       |                                                                         |
| 21-8-2008                                                               | Pechino                                                                 | Giappone                                                                | 0 – 2                                                                   | Germania                                                                | Olimpiadi 2008                                                          | -                                                                       |                                                                         |
| 14-11-2010                                                              | Guangzhou                                                               | Giappone                                                                | 4 – 0                                                                   | Thailandia                                                              | Giochi asiatici                                                         | 1                                                                       |                                                                         |
| 18-11-2010                                                              | Guangzhou                                                               | Giappone                                                                | 0 – 0                                                                   | Corea del Nord                                                          | Giochi asiatici                                                         | -                                                                       |                                                                         |
| 20-11-2010                                                              | Guangzhou                                                               | Cina                                                                    | 0 – 1                                                                   | Giappone                                                                | Giochi asiatici                                                         | -                                                                       |                                                                         |
| 22-11-2010                                                              | Guangzhou                                                               | Giappone                                                                | 1 – 0                                                                   | Corea del Nord                                                          | Giochi asiatici                                                         | -                                                                       |                                                                         |
| 2-3-2011                                                                | Algarve                                                                 | Giappone                                                                | 1 – 2                                                                   | Stati Uniti                                                             | Algarve Cup 2011                                                        | -                                                                       |                                                                         |
| 4-3-2011                                                                | Algarve                                                                 | Giappone                                                                | 5 – 0                                                                   | Finlandia                                                               | Algarve Cup 2011                                                        | -                                                                       |                                                                         |
| 14-5-2011                                                               | Columbus                                                                | Stati Uniti                                                             | 2 – 0                                                                   | Giappone                                                                | Amichevole                                                              | -                                                                       |                                                                         |
| 18-5-2011                                                               | Cary                                                                    | Stati Uniti                                                             | 2 – 0                                                                   | Giappone                                                                | Amichevole                                                              | -                                                                       |                                                                         |
| 18-6-2011                                                               | Matsuyama                                                               | Giappone                                                                | 1 – 1                                                                   | Corea del Sud                                                           | Amichevole                                                              | -                                                                       |                                                                         |
| 27-6-2011                                                               | Bochum                                                                  | Giappone                                                                | 2 – 1                                                                   | Nuova Zelanda                                                           | Mondiali 2011                                                           | -                                                                       |                                                                         |
| 1-7-2011                                                                | Leverkusen                                                              | Giappone                                                                | 4 – 0                                                                   | Messico                                                                 | Mondiali 2011                                                           | -                                                                       |                                                                         |
| 5-7-2011                                                                | Augusta                                                                 | Giappone                                                                | 0 – 2                                                                   | Inghilterra                                                             | Mondiali 2011                                                           | -                                                                       |                                                                         |
| 9-7-2011                                                                | Wolfsburg                                                               | Germania                                                                | 0 – 1                                                                   | Giappone                                                                | Mondiali 2011                                                           | -                                                                       |                                                                         |
| 13-7-2011                                                               | Francoforte sul Meno                                                    | Giappone                                                                | 3 – 1                                                                   | Svezia                                                                  | Mondiali 2011                                                           | -                                                                       |                                                                         |
| 17-7-2011                                                               | Francoforte sul Meno                                                    | Giappone                                                                | 2 – 2 dts (3 - 1 dtr)                                                   | Stati Uniti                                                             | Mondiali 2011                                                           | -                                                                       |                                                                         |
| 3-9-2011                                                                | Jinan                                                                   | Giappone                                                                | 2 – 1                                                                   | Corea del Sud                                                           | Qual. Olimpiadi                                                         | 1                                                                       |                                                                         |
| 5-9-2011                                                                | Shandong                                                                | Giappone                                                                | 1 – 0                                                                   | Australia                                                               | Qual. Olimpiadi                                                         | -                                                                       |                                                                         |
| 8-9-2011                                                                | Shandong                                                                | Giappone                                                                | 1 – 1                                                                   | Corea del Nord                                                          | Qual. Olimpiadi                                                         | -                                                                       |                                                                         |
| 29-2-2012                                                               | Algarve                                                                 | Giappone                                                                | 2 – 1                                                                   | Norvegia                                                                | Algarve Cup 2012                                                        | -                                                                       |                                                                         |
| 5-3-2012                                                                | Algarve                                                                 | Giappone                                                                | 1 – 0                                                                   | Stati Uniti                                                             | Algarve Cup 2012                                                        | -                                                                       |                                                                         |
| 7-3-2012                                                                | Algarve                                                                 | Giappone                                                                | 3 – 4                                                                   | Germania                                                                | Algarve Cup 2012                                                        | -                                                                       |                                                                         |
| 1-4-2012                                                                | Sendai                                                                  | Giappone                                                                | 1 – 1                                                                   | Stati Uniti                                                             | Amichevole                                                              | -                                                                       |                                                                         |
| 18-6-2012                                                               | Halmstad                                                                | Giappone                                                                | 1 – 4                                                                   | Stati Uniti                                                             | Amichevole                                                              | -                                                                       |                                                                         |
| 20-6-2012                                                               | Göteborg                                                                | Svezia                                                                  | 0 – 1                                                                   | Giappone                                                                | Amichevole                                                              | -                                                                       |                                                                         |
| 11-7-2012                                                               | Tokyo                                                                   | Giappone                                                                | 3 – 0                                                                   | Australia                                                               | Amichevole                                                              | -                                                                       |                                                                         |
| 19-7-2012                                                               | Parigi                                                                  | Francia                                                                 | 2 – 0                                                                   | Giappone                                                                | Amichevole                                                              | -                                                                       |                                                                         |
| 25-7-2012                                                               | Coventry                                                                | Giappone                                                                | 2 – 1                                                                   | Canada                                                                  | Olimpiadi 2012                                                          | -                                                                       |                                                                         |
| 28-7-2012                                                               | Coventry                                                                | Giappone                                                                | 0 – 0                                                                   | Svezia                                                                  | Olimpiadi 2012                                                          | -                                                                       |                                                                         |
| 31-7-2012                                                               | Cardiff                                                                 | Giappone                                                                | 0 – 0                                                                   | Sudafrica                                                               | Olimpiadi 2012                                                          | -                                                                       |                                                                         |
| 3-8-2012                                                                | Cardiff                                                                 | Giappone                                                                | 2 – 0                                                                   | Brasile                                                                 | Olimpiadi 2012                                                          | -                                                                       |                                                                         |
| 6-8-2012                                                                | Londra                                                                  | Giappone                                                                | 2 – 1                                                                   | Francia                                                                 | Olimpiadi 2012                                                          | 1                                                                       |                                                                         |
| 9-8-2012                                                                | Londra                                                                  | Giappone                                                                | 1 – 2                                                                   | Stati Uniti                                                             | Olimpiadi 2012                                                          | -                                                                       |                                                                         |
| 20-6-2013                                                               | Tosu                                                                    | Giappone                                                                | 1 – 1                                                                   | Nuova Zelanda                                                           | Amichevole                                                              | -                                                                       |                                                                         |
| 26-6-2013                                                               | Staffordshire                                                           | Inghilterra                                                             | 1 – 1                                                                   | Giappone                                                                | Amichevole                                                              | -                                                                       |                                                                         |
| 29-6-2013                                                               | Monaco di Baviera                                                       | Germania                                                                | 4 – 2                                                                   | Giappone                                                                | Amichevole                                                              | -                                                                       |                                                                         |
| 20-7-2013                                                               | Seul                                                                    | Giappone                                                                | 2 – 0                                                                   | Cina                                                                    | Coppa dell'Asia orientale                                               | -                                                                       |                                                                         |
| 25-7-2013                                                               | Hwaseong                                                                | Giappone                                                                | 0 – 0                                                                   | Corea del Nord                                                          | Coppa dell'Asia orientale                                               | -                                                                       |                                                                         |
| 27-7-2013                                                               | Seul                                                                    | Corea del Sud                                                           | 2 – 1                                                                   | Giappone                                                                | Coppa dell'Asia orientale                                               | -                                                                       |                                                                         |
| 26-9-2013                                                               | Chiba                                                                   | Giappone                                                                | 2 – 0                                                                   | Nigeria                                                                 | Amichevole                                                              | 1                                                                       |                                                                         |
| 5-3-2014                                                                | Algarve                                                                 | Giappone                                                                | 1 – 1                                                                   | Stati Uniti                                                             | Algarve Cup 2014                                                        | -                                                                       |                                                                         |
| 10-3-2014                                                               | Algarve                                                                 | Giappone                                                                | 2 – 1                                                                   | Svezia                                                                  | Algarve Cup 2014                                                        | -                                                                       |                                                                         |
| 12-3-2014                                                               | Algarve                                                                 | Giappone                                                                | 0 – 3                                                                   | Germania                                                                | Algarve Cup 2014                                                        | -                                                                       |                                                                         |
| 8-5-2014                                                                | Osaka                                                                   | Giappone                                                                | 2 – 1                                                                   | Nuova Zelanda                                                           | Amichevole                                                              | -                                                                       |                                                                         |
| 14-5-2014                                                               | Ho Chi Minh                                                             | Giappone                                                                | 2 – 2                                                                   | Australia                                                               | Coppa d'Asia 2014                                                       | -                                                                       |                                                                         |
| 18-5-2014                                                               | Thủ Dầu Một                                                             | Giappone                                                                | 7 – 0                                                                   | Giordania                                                               | Coppa d'Asia 2014                                                       | 2                                                                       |                                                                         |
| 22-5-2014                                                               | Ho Chi Minh                                                             | Giappone                                                                | 2 – 1                                                                   | Cina                                                                    | Coppa d'Asia 2014                                                       | -                                                                       |                                                                         |
| 25-5-2014                                                               | Ho Chi Minh                                                             | Giappone                                                                | 1 – 0                                                                   | Australia                                                               | Coppa d'Asia 2014                                                       | -                                                                       |                                                                         |
| 13-9-2014                                                               | Yamagata                                                                | Giappone                                                                | 5 – 0                                                                   | Ghana                                                                   | Amichevole                                                              | 1                                                                       |                                                                         |
| 15-9-2014                                                               | Incheon                                                                 | Giappone                                                                | 0 – 0                                                                   | Cina                                                                    | Giochi asiatici                                                         | -                                                                       |                                                                         |
| 18-9-2014                                                               | Incheon                                                                 | Giappone                                                                | 12 – 0                                                                  | Giordania                                                               | Giochi asiatici                                                         | 3                                                                       |                                                                         |
| 22-9-2014                                                               | Incheon                                                                 | Giappone                                                                | 3 – 0                                                                   | Taipei cinese                                                           | Giochi asiatici                                                         | 1                                                                       |                                                                         |
| 26-9-2014                                                               | Hwaseong                                                                | Giappone                                                                | 9 – 0                                                                   | Hong Kong                                                               | Giochi asiatici                                                         | -                                                                       |                                                                         |
| 29-9-2014                                                               | Incheon                                                                 | Giappone                                                                | 3 – 0                                                                   | Vietnam                                                                 | Giochi asiatici                                                         | 1                                                                       |                                                                         |
| 1-10-2014                                                               | Incheon                                                                 | Giappone                                                                | 1 – 3                                                                   | Corea del Nord                                                          | Giochi asiatici                                                         | -                                                                       |                                                                         |
| 25-10-2014                                                              | Edmonton                                                                | Canada                                                                  | 0 – 3                                                                   | Giappone                                                                | Amichevole                                                              | -                                                                       |                                                                         |
| 28-10-2014                                                              | Vancouver                                                               | Canada                                                                  | 2 – 3                                                                   | Giappone                                                                | Amichevole                                                              | -                                                                       |                                                                         |
| 4-3-2015                                                                | Algarve                                                                 | Giappone                                                                | 1 – 2                                                                   | Danimarca                                                               | Algarve Cup 2015                                                        | -                                                                       |                                                                         |
| 6-3-2015                                                                | Algarve                                                                 | Giappone                                                                | 3 – 0                                                                   | Portogallo                                                              | Algarve Cup 2015                                                        | -                                                                       |                                                                         |
| 9-3-2015                                                                | Algarve                                                                 | Giappone                                                                | 1 – 3                                                                   | Francia                                                                 | Algarve Cup 2015                                                        | -                                                                       |                                                                         |
| 11-3-2015                                                               | Algarve                                                                 | Giappone                                                                | 2 – 0                                                                   | Islanda                                                                 | Algarve Cup 2015                                                        | -                                                                       |                                                                         |
| 28-5-2015                                                               | Nagano                                                                  | Giappone                                                                | 1 – 0                                                                   | Italia                                                                  | Amichevole                                                              | -                                                                       |                                                                         |
| 8-6-2015                                                                | Vancouver                                                               | Giappone                                                                | 1 – 0                                                                   | Svizzera                                                                | Mondiali 2015                                                           | -                                                                       |                                                                         |
| 12-6-2015                                                               | Vancouver                                                               | Giappone                                                                | 2 – 1                                                                   | Camerun                                                                 | Mondiali 2015                                                           | -                                                                       |                                                                         |
| 23-6-2015                                                               | Vancouver                                                               | Giappone                                                                | 2 – 1                                                                   | Paesi Bassi                                                             | Mondiali 2015                                                           | 1                                                                       |                                                                         |
| 27-6-2015                                                               | Edmonton                                                                | Giappone                                                                | 1 – 0                                                                   | Australia                                                               | Mondiali 2015                                                           | -                                                                       |                                                                         |
| 1-7-2015                                                                | Edmonton                                                                | Giappone                                                                | 2 – 1                                                                   | Inghilterra                                                             | Mondiali 2015                                                           | -                                                                       |                                                                         |
| 5-7-2015                                                                | Vancouver                                                               | Giappone                                                                | 2 – 5                                                                   | Stati Uniti                                                             | Mondiali 2015                                                           | -                                                                       |                                                                         |
| 29-11-2015                                                              | Volendam                                                                | Paesi Bassi                                                             | 3 – 1                                                                   | Giappone                                                                | Amichevole                                                              | 1                                                                       |                                                                         |
| 29-2-2016                                                               | Osaka                                                                   | Giappone                                                                | 1 – 3                                                                   | Australia                                                               | Qual. Olimpiadi                                                         | -                                                                       |                                                                         |
| 4-3-2016                                                                | Osaka                                                                   | Giappone                                                                | 1 – 2                                                                   | Cina                                                                    | Qual. Olimpiadi                                                         | -                                                                       |                                                                         |
| 9-3-2016                                                                | Osaka                                                                   | Giappone                                                                | 1 – 0                                                                   | Corea del Nord                                                          | Qual. Olimpiadi                                                         | -                                                                       |                                                                         |
| 2-6-2016                                                                | Commerce City                                                           | Stati Uniti                                                             | 3 – 3                                                                   | Giappone                                                                | Amichevole                                                              | -                                                                       |                                                                         |
| 5-6-2016                                                                | Cleveland                                                               | Stati Uniti                                                             | 2 – 0                                                                   | Giappone                                                                | Amichevole                                                              | -                                                                       |                                                                         |
| 21-7-2016                                                               | Kalmar                                                                  | Svezia                                                                  | 3 – 0                                                                   | Giappone                                                                | Amichevole                                                              | -                                                                       |                                                                         |
| 1-3-2017                                                                | Algarve                                                                 | Giappone                                                                | 1 – 2                                                                   | Spagna                                                                  | Algarve Cup 2017                                                        | -                                                                       |                                                                         |
| 6-3-2017                                                                | Algarve                                                                 | Giappone                                                                | 2 – 0                                                                   | Norvegia                                                                | Algarve Cup 2017                                                        | -                                                                       |                                                                         |
| 8-3-2017                                                                | Algarve                                                                 | Giappone                                                                | 2 – 3                                                                   | Paesi Bassi                                                             | Algarve Cup 2017                                                        | -                                                                       |                                                                         |
| 9-4-2017                                                                | Kumamoto                                                                | Giappone                                                                | 3 – 0                                                                   | Costa Rica                                                              | Amichevole                                                              | -                                                                       |                                                                         |
| 9-6-2017                                                                | Breda                                                                   | Paesi Bassi                                                             | 0 – 1                                                                   | Giappone                                                                | Amichevole                                                              | -                                                                       |                                                                         |
| 13-6-2017                                                               | Lovanio                                                                 | Belgio                                                                  | 1 – 1                                                                   | Giappone                                                                | Amichevole                                                              | -                                                                       |                                                                         |
| 27-7-2017                                                               | Seattle                                                                 | Giappone                                                                | 1 – 1                                                                   | Brasile                                                                 | Tournament of Nations 2017                                              | -                                                                       |                                                                         |
| 3-8-2017                                                                | Carson                                                                  | Stati Uniti                                                             | 3 – 0                                                                   | Giappone                                                                | Tournament of Nations 2017                                              | -                                                                       |                                                                         |
| 22-10-2017                                                              | Nagano                                                                  | Giappone                                                                | 2 – 0                                                                   | Svizzera                                                                | Amichevole                                                              | -                                                                       |                                                                         |
| 24-11-2017                                                              | Amman                                                                   | Giordania                                                               | 0 – 2                                                                   | Giappone                                                                | Amichevole                                                              | -                                                                       |                                                                         |
| 8-12-2017                                                               | Chiba                                                                   | Giappone                                                                | 3 – 2                                                                   | Corea del Sud                                                           | Coppa dell'Asia orientale                                               | -                                                                       |                                                                         |
| 11-12-2017                                                              | Chiba                                                                   | Giappone                                                                | 1 – 0                                                                   | Cina                                                                    | Coppa dell'Asia orientale                                               | -                                                                       |                                                                         |
| 15-12-2017                                                              | Chiba                                                                   | Giappone                                                                | 0 – 2                                                                   | Corea del Nord                                                          | Coppa dell'Asia orientale                                               | -                                                                       |                                                                         |
| 28-2-2018                                                               | Algarve                                                                 | Giappone                                                                | 2 – 6                                                                   | Paesi Bassi                                                             | Algarve Cup 2018                                                        | -                                                                       |                                                                         |
| 5-3-2018                                                                | Algarve                                                                 | Giappone                                                                | 2 – 0                                                                   | Danimarca                                                               | Algarve Cup 2018                                                        | -                                                                       |                                                                         |
| 7-3-2018                                                                | Algarve                                                                 | Giappone                                                                | 0 – 2                                                                   | Canada                                                                  | Algarve Cup 2018                                                        | -                                                                       |                                                                         |
| 1-4-2018                                                                | Nagasaki                                                                | Giappone                                                                | 7 – 1                                                                   | Ghana                                                                   | Amichevole                                                              | -                                                                       |                                                                         |
| 7-4-2018                                                                | Amman                                                                   | Giappone                                                                | 4 – 0                                                                   | Vietnam                                                                 | Coppa d'Asia 2018                                                       | -                                                                       |                                                                         |
| 10-4-2018                                                               | Amman                                                                   | Giappone                                                                | 0 – 0                                                                   | Corea del Sud                                                           | Coppa d'Asia 2018                                                       | -                                                                       |                                                                         |
| 13-4-2018                                                               | Amman                                                                   | Giappone                                                                | 1 – 1                                                                   | Australia                                                               | Coppa d'Asia 2018                                                       | 1                                                                       |                                                                         |
| 20-4-2018                                                               | Amman                                                                   | Giappone                                                                | 1 – 0                                                                   | Australia                                                               | Coppa d'Asia 2018                                                       | -                                                                       |                                                                         |
| Totale                                                                  |                                                                         | Presenze                                                                | 124                                                                     |                                                                         | Reti                                                                    | 29                                                                      |                                                                         |

## Palmarès

### Club
- Campionato giapponese: 5

Nippon TV Beleza: 2015, 2016, 2017, 2018, 2019
- Coppa dell'Imperatrice: 2

Nippon TV Beleza: 2014, 2017
- Nadeshiko League Cup: 3

NTV, poi Nippon TV Beleza: 2012, 2016, 2018

### Nazionale
- Campionato mondiale: 1

Germania 2011
- Coppa d'Asia: 2

Vietnam 2014
Giordania 2018
- Giochi asiatici: 1

Canton 2010